# Prix Goya de la meilleure musique originale

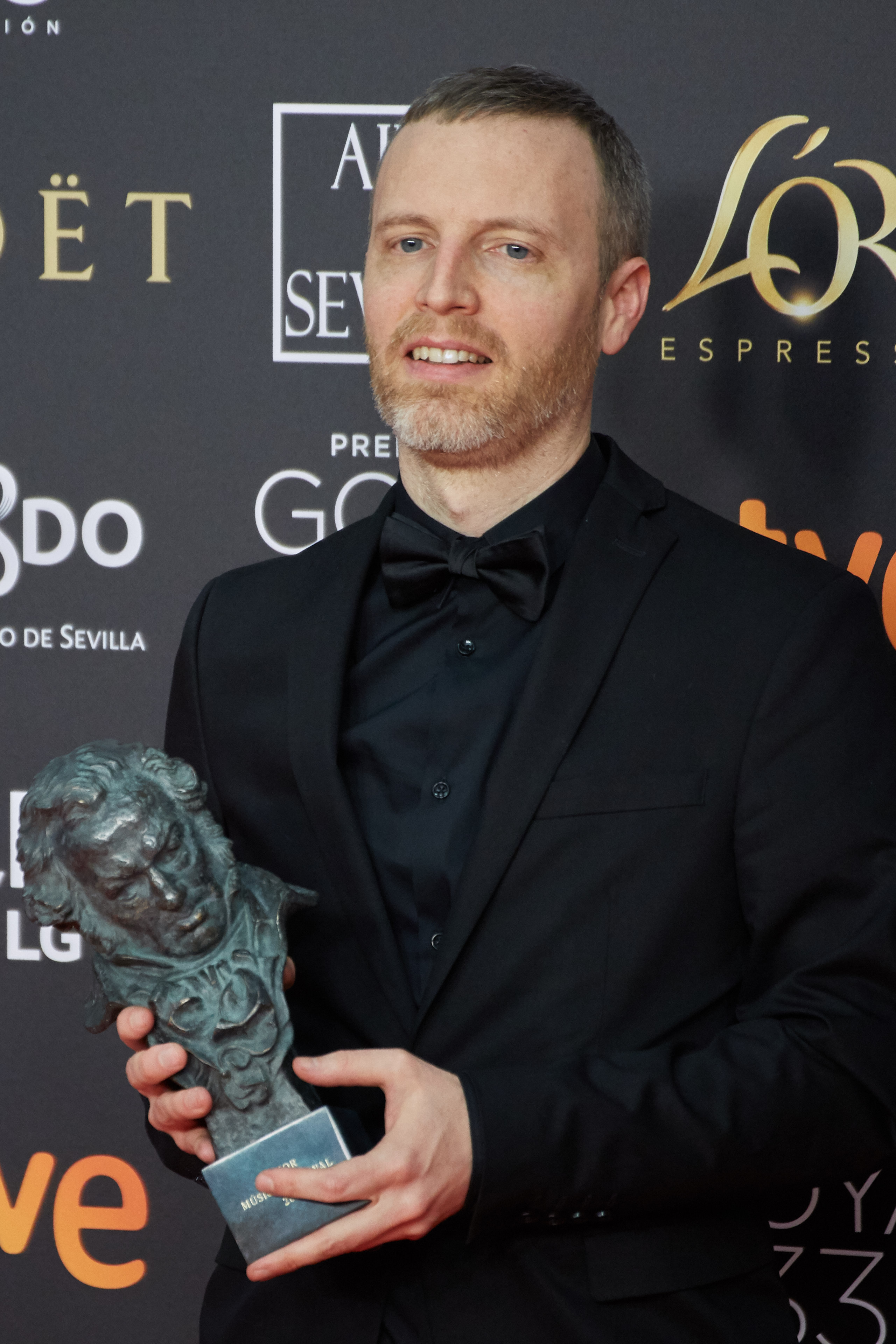
Lauréat de 2019 et 2023 : Olivier Arson

Le prix Goya de la meilleure musique originale (Premio Goya a la mejor música original) est une récompense décernée depuis 1988 par l'Academia de las artes y las ciencias cinematográficas de España au cours de la cérémonie annuelle des Goyas.

## Palmarès

### Années 1980
- 1987 : Xavier Montsalvatge pour Dragon Rapide
- 1988 : Milladoiro pour L'Autre Moitié du ciel (La mitad del cielo)
- 1989 : José Nieto pour El bosque animado

### Années 1990
- 1990 : Carmelo A. Bernaola pour Pasodoble
- 1991 : Paco de Lucía pour Montoyas y Tarantos
- 1992 : José Nieto pour Le Roi ébahi (El rey pasmado)
- 1993 : José Nieto pour Lo más natural
- 1994 : José Nieto pour Le Maître d'escrime
- 1995 : Alberto Iglesias pour L'Écureuil rouge (La ardilla roja)
- 1996 : José Nieto pour La pasión turca
- 1997 : Bernardo Bonezzi pour Personne ne parlera de nous quand nous serons mortes (Nadie hablará de nosotras cuando hayamos muerto)
- 1998 : Alberto Iglesias pour Tierra
- 1999 : Eva Gancedo pour La Bonne Étoile
- 1999 : Alberto Iglesias pour Les Amants du cercle polaire

### Années 2000
- 2000 : Alberto Iglesias pour Tout sur ma mère
- 2001 : José Nieto pour Sé quién eres
- 2002 : Alberto Iglesias pour Lucia et le Sexe (Lucía y el sexo)
- 2003 : Alberto Iglesias pour Parle avec elle
- 2004 : Juan Bardem pour Al sur de Granada
- 2005 : Alejandro Amenábar pour Mar adentro
- 2006 : Juan Antonio Leyva, José Luis Garrido, Equis Alfonso, Dayan Abad, Descemer Bueno, Kiki Ferrer et Kelvis Ochoa, pour Habana Blues
- 2007 : Alberto Iglesias pour Volver
- 2008 : Roque Baños pour Las 13 rosas
- 2009 : Roque Baños pour Crimes à Oxford

### Années 2010
- 2010 : Alberto Iglesias pour Étreintes brisées
- 2011 : Alberto Iglesias pour Même la pluie
- 2012 : Alberto Iglesias pour La piel que habito
- 2013 : Alfonso de Villalonga pour Blancanieves
- 2014 : Pat Metheny pour Vivir es fácil con los ojos cerrados
- 2015 : Julio de la Rosa pour La isla mínima
- 2016 : Lucas Vidal pour Personne n'attend la nuit (Nadie quiere la noche)
- 2017 : Fernando Velázquez pour Quelques minutes après minuit
- 2018 : Pascal Gaigne pour Handia
- 2019 : Olivier Arson pour El reino

### Années 2020
- 2020 : Alberto Iglesias pour Douleur et Gloire (Dolor y gloria)
- 2021 : Aránzazu Calleja et Maite Arroitajauregi pour Les Sorcières d'Akelarre (Akelarre)
- 2022 : Zeltia Montes pour El buen patrón
- 2023 : Olivier Arson pour As bestas
- 2024 : Michael Giacchino pour Le Cercle des neiges (La sociedad de la nieve)
- 2025 : La Chambre d'à côté (La habitación de al lado)